# 악령 (소설)
《악령》(惡靈, 러시아어: Бе́сы 베시[*], 문자 개혁 이전: Бѣсы)은 표도르 도스토옙스키의 장편 소설이다. 1871년부터 다음 년도에 걸쳐 잡지 《러시아 통보》에 연재되어 1872년에 단행본으로 출판되었다.
도스토옙스키의 4대 장편 중 가장 정치적이고 가장 사상적이며 가장 묵시론적인, 그래서 가장 어렵다고 평하는 작품이다. 개인주의, 사회주의, 자본주의, 무신론, 물질 만능주의… 작가의 눈에는 이 모든 서구 사상이야말로 러시아를 병들게 하는 악령이었다.

## 배경
도스토옙스키의 4대 장편 중 《죄와 벌》, 《백치》를 잇는 세 번째 작품 《악령》은 작가 작품의 전반적인 특징과 더불어 정치적 사상가이자 묵시록적 예언가로서의 도스토옙스키의 면모가 상당히 부각되는 작품이다. 도스토옙스키의 인물들을 사상의 담지자(ideolog)라고 칭한 바흐친의 이론을 이만큼이나 잘 증명해 주는 작품도 드물 만큼 작품 속의 주요 인물들은 각자 하나의 거대 이데올로기를 대표한다. 《악령》은 도스토옙스키를 평생 동안 괴롭혀 왔던 거대 사상들의 각축장이다.
도스토옙스키는 네차예프 사건의 커다란 플롯에서부터 살인 당시의 배경과 작은 디테일에 이르기까지 많은 것을 《악령》으로 가져온다. 이렇게만 작품 《악령》을 본다면 그것은 실재했던 사건의 소설화 또는 정치적인 팸플릿으로 해석할 수 있을 것이다. 실제로 《악령》은 표면적으로는 당대의 정치 이념적인 사건에서 영감을 얻었고 또 정치적 사상적 이슈를 다루는 내용이 강하게 드러나기 때문에, 문화 예술적 가치를 담고 있는 담론이라기보다는 정치 팸플릿에 가깝다는 비판을 받기도 했다. 그러나 작가는 이런 정치적 팸플릿에 탁월한 심리 묘사와 종교적인 색채를 더해 담론을 예술적으로, 또 성경적이고 묵시론적으로 이끌어 간다.
도스토옙스키의 4대 장편은 살인과 폭력이 주요 사건으로 등장한다. 《죄와 벌》에는 전당포 노파와 백치 같은 그녀의 이복동생이, 《백치》에는 완벽한 아름다움의 소유자 나스타샤 필리포브나가, 마지막 장편인 《카라마조프가의 형제들》에서는 아버지 카라마조프가 살해된다. 그러나 《악령》의 세계에는 나머지 세 작품을 다 합한 것보다도 훨씬 더 많은 죽음이 등장한다. 스타브로긴, 샤토프, 키릴로프 등 주요한 사상의 담지자들뿐만이 아니라, 레뱌트킨, 그의 절름발이 백치 여동생 마리야 레뱌트키나, 그들의 하녀, 또 아름다운 리자베타의 죽음이 등장한다. 죽음의 퍼레이드는 여기서 그치지 않는다. 마리야 샤토바와 그녀가 갓 나은 사내아이, 유형수 페디카와 그가 죽인 사람들, 심지어 키릴로프의 옆방에 살던 노파나 며느리 등 부수적인 인물들도 모두 죽는다. 《악령》에는 운명의 뮤즈이자 일상을 돌보며 라스콜리니코프를 부활로 이끈 정신적인 길잡이 소냐라는 존재도, 전 세계를 구원할 수 있는 정신적 아름다움의 체현인 미시킨 공작도, 12인의 어린 사도를 데리고 세상에 빛을 가져다줄 알료샤 카라마조프도 없다. 결국 음모, 살인, 자살, 방화가 가득한 이 《악령》의 세계는 피비린내로 범벅이 된다. 비극의 주인공들은 그들의 불행 덕택에 미화되나 《악령》에서의 비극은 승화를 위한 깊이를 결여한다. 작품 전반에 걸쳐 소위 혁명적이라는 모든 인물들은 희화되며, 매섭게 몰아붙이지도 않고 그럴 가치조차 없다고 생각되는 듯 시종일관 조롱조로 그려진다. 그들의 음모도 죽음도, 모두 깊이를 결여한다. 그들은 그저 악령에 씐 돼지 떼처럼 죽는다. 작중 어느 인물도 이 세계를 구원해 낼 힘이 없다. 지옥은 딴 곳이 아니라 신이 없는 바로 이 세상임을 보여 준다.
종교를 얘기할 때, 도스토옙스키의 문제는 신의 존재 유무가 아니다. 그보다는 신이 존재함으로써 인간에게 일어나는 문제다. 인간과 신의 문제다. 또 악과 무죄한 사람들, 특히 아이들에게 일어나는 인류 보편적 고통을 종교적으로 어떻게 정당화할 수 있는가 하는 문제다. 가난한 이의 피를 빨아먹는 이[虱] 같은 전당포 노파를 죽여 그 돈으로 다른 수천의 사람을 돕는 것을 과연 정당화할 수 있는가 하는 문제를 제기한 라스콜리니코프, 죄 없는 아이들의 고통과 자유 의지와 신의 뜻에 관한 문제로 고뇌하는 이반, 역시 모두 도스토옙스키 자신의 지적이고 논쟁하는 자아다. 그러나 이런 문제에 대한 그의 종교 철학적 해결은 단순하다. 심판하지 말라, 책하지 말라를 전제로 한 살아 숨 쉬는 인간에 대한 능동적인 사랑이다. 개인성의 존재론적 인성은 신과 얼마나 가까워지는가, 신과의 거리 줄이기가 관건이며, 신과의 연결이 끊어진 인간, 신과 멀어진 인간은 그의 오만으로 인해 고독해지고, 죄를 범하게 되고, 그 죄로 인해 타인을 파괴하고 자신도 자멸한다는 진리를 전한다. 서구의 과학적 합리성과 이성의 잣대로는 신에게로 다가갈 수 없고, 신의 계획을 가늠할 수도 없다. 합리성과 이성, 과학을 초월하는 정교에 기반한 러시아적 형제애, 타인의 고통에 대한 동정 같은 긍정적이고 능동적인 사랑만이 인간이 신에 가까워지는 길임을 반복적으로 강조한다.《악령》은 인간 정신의 제 문제들−선과 악의 문제, 빈과 부의 문제, 사랑과 희생의 문제, 고통과 구원의 문제, 그리고 유럽과 러시아의 문제, 모든 사상적인 문제들을 종교적 문제로 치환했다 해도 과언이 아닐 정도로 세계를 바라보는 작가의 묵시론적 시각을 많이 드러낸다.
도스토옙스키는 사회 일반의 문제를 보여 주며, 그 표면을 들추어내어 문제의 근원까지 파헤쳐 내려간다. 전혀 다른 소재의 실들이 씨실과 날실로 교차해 복잡다단하게 짜인 아름다운 트위드 소재를 만들어 내듯, 작가는 사회 심리학적인 문제는 그 근간이 윤리 종교적인 문제에 있음을 보여 주며, 이런 제반 문제를 문학적인 텍스트로 버무려 내어 위대하고 완벽하게 아름다운 예술 작품을 탄생시켰다. 도스토옙스키의 지적 성찰과 이론적 구성을 위한 기초에는 언제나 종교적인 탐구가 있다. 